# Quercus porphyrogenita
Quercus porphyrogenita — вид дубів, що росте в Мексиці.

## Морфологічна характеристика
Дерево 5–8 метрів у висоту. Листки 2–8 × 1–3 см, шкірясті, довгасті; верхівка заокруглена чи тупа, іноді дрібно-виїмчаста; основа майже серцеподібна чи від серцеподібної до тупої; край плоский, цільний, іноді городчатий; верх сірувато-зелений, блискучий голий чи з деякими пучковими, сидячими волосками біля основи середньої жилки; низ голий чи майже так, з кількома сидячими пучковими волосками біля основи; ніжка листка 2–4 мм, ± гола. Цвіте у квітні; чоловічі сережки завдовжки 5–7 см, з запушеним рахусом. Жолудь яйцюватий, завдовжки 15–20 мм, одиночний чи парні, на 1/4–1/3 укладений в чашечку; дозрівання через 1 рік у липні-серпні.

## Поширення
Зростає в пн.-сх. Мексиці (Нуево-Леон, Тамауліпас). Росте на висотах 700–1350 метрів, віддає перевагу вапняку.